# Жабіни
Жабіни (пол. Żabiny, нім. Seeben) — село в Польщі, у гміні Рибно Дзялдовського повіту Вармінсько-Мазурського воєводства.
Населення — 848 осіб (2011).
У 1975-1998 роках село належало до Цехановського воєводства.

## Демографія
Демографічна структура станом на 31 березня 2011 року:
|          | Загалом | Допрацездатний вік | Працездатний вік | Постпрацездатний вік |
| -------- | ------- | ------------------ | ---------------- | -------------------- |
| Чоловіки | 427     | 103                | 299              | 25                   |
| Жінки    | 421     | 98                 | 248              | 75                   |
| Разом    | 848     | 201                | 547              | 100                  |